# غومباز
غومباز هي بلدة في مقاطعة أنديجان في ولاية أنديجان في أوزبكستان.